# Liste der Biografien/Hoe
Liste der Biografien |
Portal Biografien |
Personensuche
# |
A |
B |
C |
D |
E |
F |
G |
H |
I |
J |
K |
L |
M |
N |
O |
P |
Q |
R |
S |
T |
U |
V |
W |
X |
Y |
Z |
?
 
Ha |
Hd |
He |
Hi |
Hj |
Hk |
Hl |
Hm |
Hn |
Ho |
Hr |
Hs |
Ht |
Hu |
Hv |
Hw |
Hy
 
Hoa |
Hob |
Hoc |
Hod |
Hoe |
Hof |
Hog–Hok |
Hol |
Hom |
Hon |
Hoo |
Hop |
Hoq |
Hor |
Hos |
Hot |
Hou |
Hov |
How |
Hox |
Hoy |
Hoz
Die Liste der Biografien führt alle Personen auf, die in der deutschsprachigen Wikipedia einen Artikel haben. Dieses ist eine Teilliste mit 454 Einträgen von Personen, deren Namen mit den Buchstaben „Hoe“ beginnt.

## Hoe
- Hoë von Hoënegg, Matthias (1580–1645), lutherischer Theologe
- Hoe, Richard March (1812–1886), US-amerikanischer Erfinder
- Hoe, Robert (1839–1909), US-amerikanischer Unternehmer, Sammler und Bibliophiler

### Hoeb
- Hoebel, Hans (1877–1966), deutscher Wasserbauingenieur
- Hoebel, Theodor (1832–1908), deutscher Wasserbauingenieur
- Hoeben, Bjorn (* 1980), niederländischer Cyclocross- und Straßenradrennfahrer
- Hoeben, Hein (1899–1942), niederländischer Journalist
- Hoeber Rudolph, Susanne (1930–2015), US-amerikanische Politikwissenschaftlerin und Hochschullehrerin
- Hoeber, Eduard (1871–1906), deutscher Redakteur und Bergsteiger
- Hoeber, Fritz (1885–1921), deutscher Kunsthistoriker und Architekturkritiker
- Hoeber, Karl (1867–1942), deutscher Journalist und Schriftsteller
- Hoebig, Gwen (* 1959), kanadische Geigerin und Musikpädagogin

### Hoec
- Hoechel, Arnold (1889–1974), Schweizer Architekt
- Hoechle, Johann Nepomuk (1790–1835), österreichischer Genremaler
- Hoechlin, Tyler (* 1987), US-amerikanischer FilmschauspielerTyler Hoechlin (* 1987)

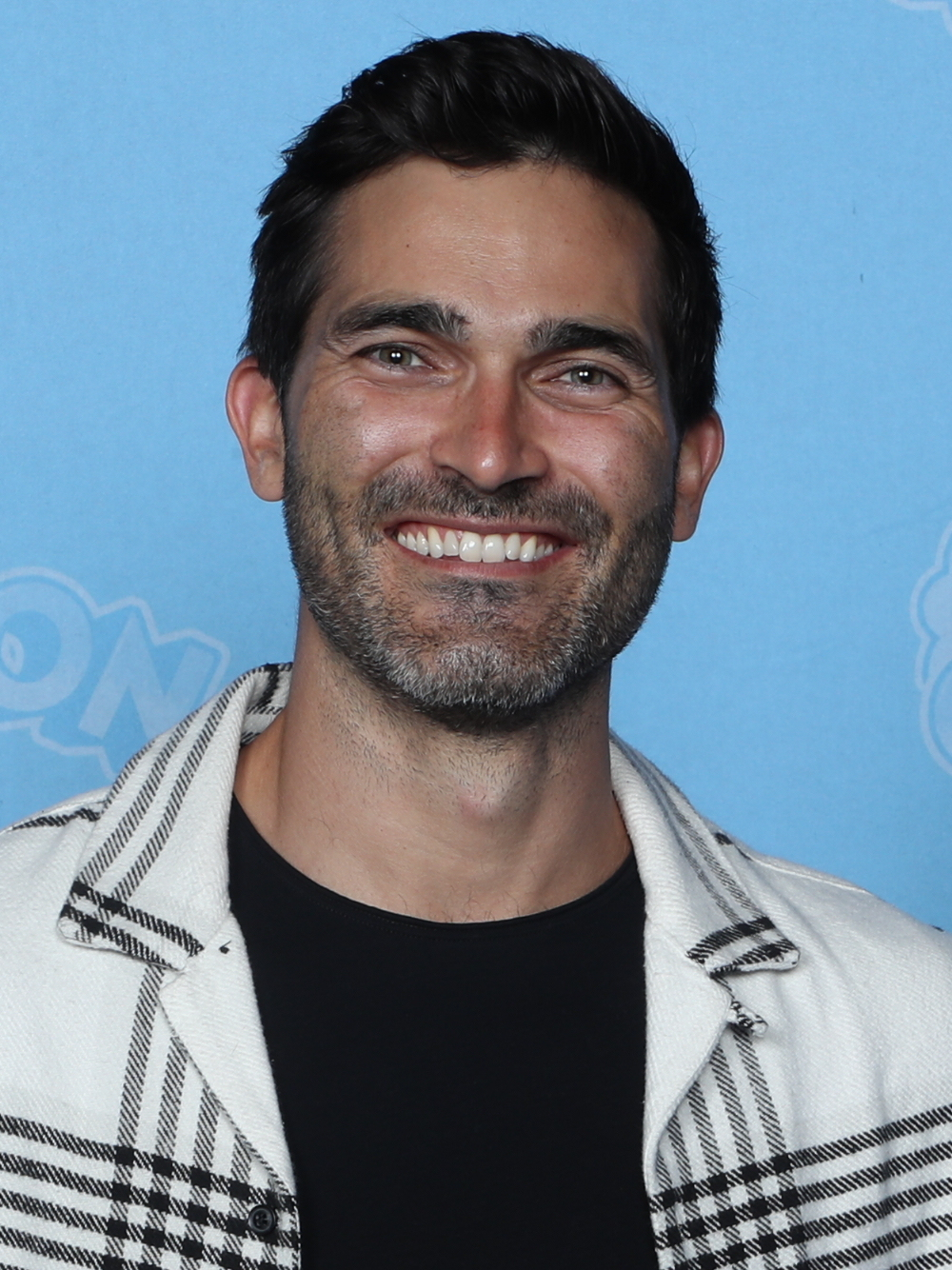
Tyler Hoechlin (* 1987)

- Hoechsman, Wiktor (1894–1977), polnischer Radrennfahrer, nationaler Meister im Radsport
- Hoechstetter, Sophie (1873–1943), deutsche Schriftstellerin und Malerin
- Hoeck, Christian (1849–1930), deutscher Geistlicher und Politiker (FVg), MdR
- Hoeck, Eva (1917–1995), deutsche Ärztin und Autorin
- Hoeck, Horst (1904–1969), deutscher Ruderer
- Hoeck, Johann Daniel Albrecht (1763–1839), deutscher Kameralist, Statistiker und Polizeidirektor
- Hoeck, Johannes Maria (1902–1995), deutscher Benediktiner-Abt und Byzantinist
- Hoeck, Karl (1794–1877), deutscher Althistoriker, klassischer Philologe und Bibliothekar
- Høeck, Klaus (* 1938), dänischer Dichter
- Hoeck, Vollrath (1890–1968), deutscher Maler und Grafiker
- Hoeck, Walther (1885–1956), deutscher Maler, insbesondere zur Zeit des Nationalsozialismus
- Hoecke, Gerhard (1931–2007), deutscher Sportwissenschaftler, Hochschullehrer
- Hoecke, Jan van den († 1651), flämischer Maler
- Hoecke, Robert van den (1622–1688), niederländischer Maler und Radierer
- Hoecke, Susan (* 1981), deutsche Schauspielerin und FotomodellSusan Hoecke (* 1981)

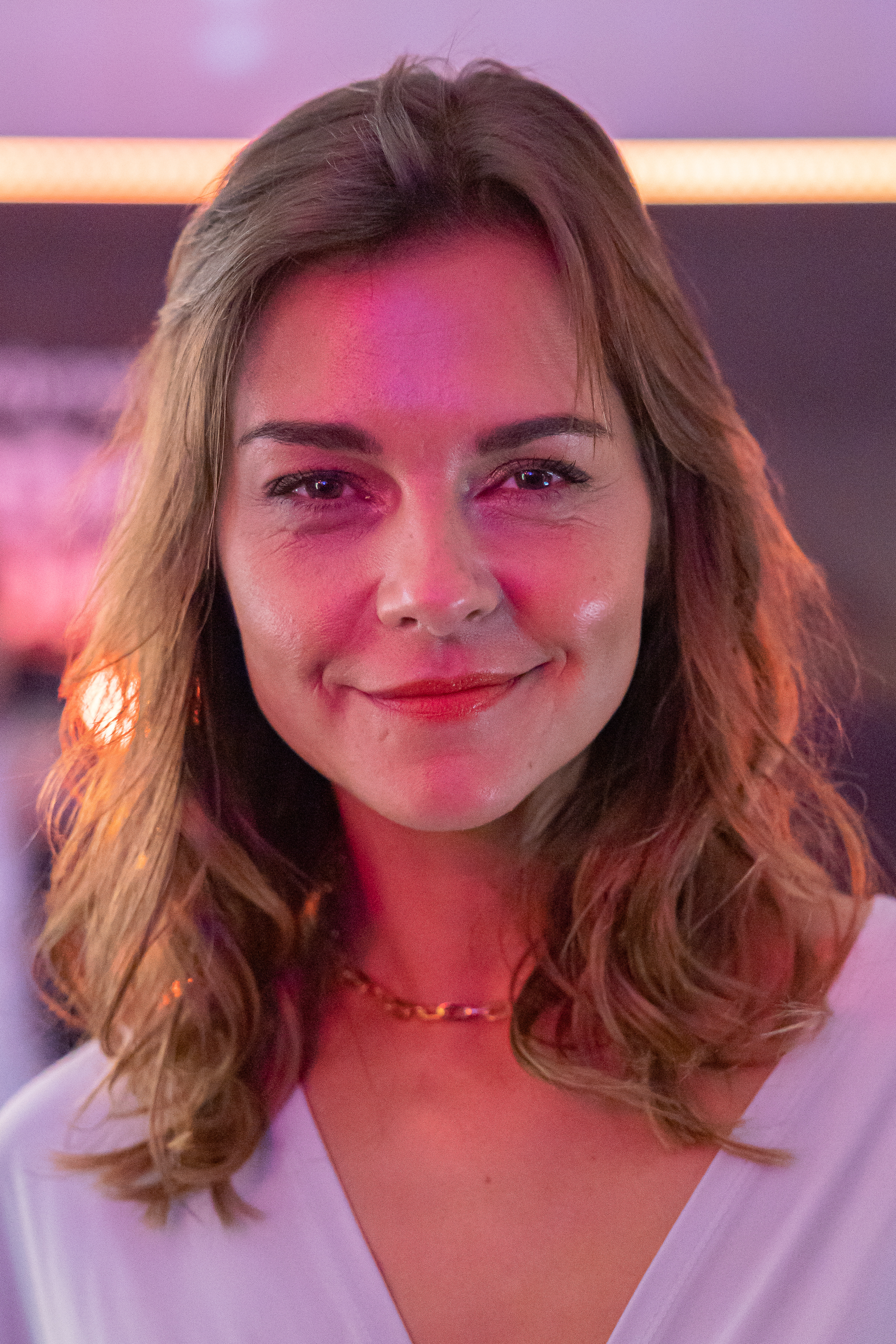
Susan Hoecke (* 1981)

- Hoecken, Karl (1874–1962), deutscher Ingenieur
- Hoëcker, Bernhard (* 1970), deutscher Schauspieler, Komiker und ModeratorBernhard Hoëcker (* 1970)

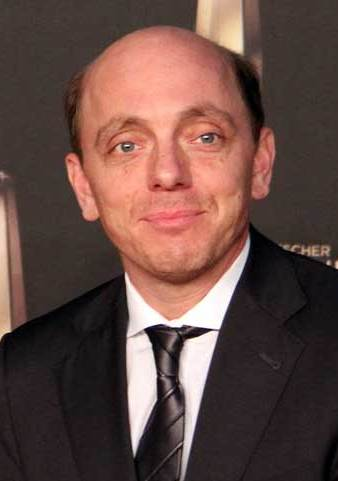
Bernhard Hoëcker (* 1970)

- Hoecker, Paul (1854–1910), deutscher Maler der Münchner Schule und Gründungsmitglied der Münchner Secession
- Hoecker, Rudolf (1889–1976), deutscher Bibliothekar, Chefdirektor der Öffentlichen Wissenschaftlichen Bibliothek in Ostberlin
- Hoeckner, Carl (1883–1972), deutsch-amerikanischer Maler, Grafiker und Kunstlehrer

### Hoed
- Hoedemakers, Tjep (* 1999), niederländischer Hockeyspieler
- Hoedeman, Co (1940–2025), niederländischer Animato
- Hoeder, Ciani-Sophia, deutsche Journalistin
- Hoeder, Friedrich Wilhelm (* 1713), deutscher Maler
- Hoedicke, Albert, deutscher Fechter und deutscher Meister
- Hoedt, Henry Georges D’ (1885–1936), belgischer Komponist und Musikpädagoge
- Hoedt, Merel (* 1999), niederländische Tennisspielerin
- Hoedt, Wesley (* 1994), niederländischer Fußballspieler

### Hoef
- Hoefelmayr, Karl (1867–1940), deutscher Biotechnologe und Käsefabrikant
- Hoefelmayr, Karl (1907–1989), deutsch-Schweizer Unternehmer und Kunstschaffender
- Hoefer, Bernd (* 1905), deutscher Politiker (NSDAP)
- Hoefer, Charlie (1921–1983), deutscher Basketballspieler
- Hoefer, Edmund (1819–1882), deutscher Novellist und Literaturkritiker
- Hoefer, Friedel (1883–1960), deutsche Porträt- und Landschaftsmalerin
- Hoefer, Heinz (1915–2013), deutscher Politiker (SPD)
- Hoefer, Hermann (1868–1945), deutscher Pädagoge und Politiker (SPD, USPD, KPD), MdHB, Widerstandskämpfer
- Hoefer, Hubert Franz († 1795), deutscher Apotheker und Chemiker, Direktor der großherzoglichen toskanischen Hofapotheke in Florenz
- Hoefer, Johann Gottfried (1719–1796), Direktor des herzoglich-braunschweigischen Kunst- und Naturalienkabinetts
- Hoefer, Karl (1862–1939), deutscher Generalleutnant und Freikorpsführer des Selbstschutzes OberschlesienKarl Hoefer (1862–1939)

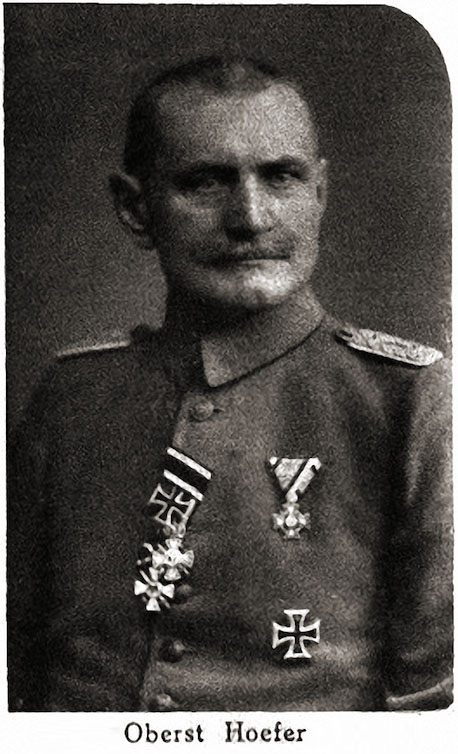
Karl Hoefer (1862–1939)

- Hoefer, Karlgeorg (1914–2000), deutscher Typograf, Schriftdesigner und Kalligraph
- Hoefer, Ulrich (1861–1932), deutscher Klassischer Philologe und Gymnasiallehrer
- Hoefer-Purkhold, Imme (1919–2008), deutsche Bildhauerin und Graphikerin
- Hoeferle, Amélie (* 2002), deutsche Schauspielerin
- Hoeffding, Wassily (1914–1991), US-amerikanischer Statistiker
- Hoeffel, Daniel (* 1929), französischer Politiker (UDF), Senator
- Hoeffel, Joe (* 1950), US-amerikanischer Politiker
- Hoeffel, Johannes (1850–1939), deutscher Mediziner, Bürgermeister und Politiker, MdR
- Hoeffel, Mike (* 1989), US-amerikanisch-deutscher Eishockeyspieler
- Hoeffler, Adolf Johann (1825–1898), deutscher Landschaftsmaler und Zeichner, auch in den Vereinigten Staaten und Kuba tätig
- Hoeffler, Anke (* 1967), deutsch-britische Ökonomin und Politologin
- Hoefft, Franz von (1882–1954), österreichischer Raumfahrtwissenschaftler, Pionier der Raketen- und Weltraumforschung
- Hoefig, Walter (1889–1918), deutscher Flugpionier und ein Alter Adler
- Hoefkens, Carl (* 1978), belgischer Fußballspieler
- Hoefler, Albert (1899–1950), luxemburgischer Dichter, Literaturkritiker, Journalist und Romancier
- Hoefler, Don C. (1922–1986), US-amerikanischer Journalist
- Hoefler, Torsten (* 1981), Informatiker und Lehrstuhlinhaber an der ETH Zürich
- Hoeflmayr, Hans (1893–1975), deutscher Rüstungsfabrikant, Kommunalpolitiker und SA-Führer
- Hoefnagel, Georg (1542–1600), flämischer MalerGeorg Hoefnagel (1542–1600)

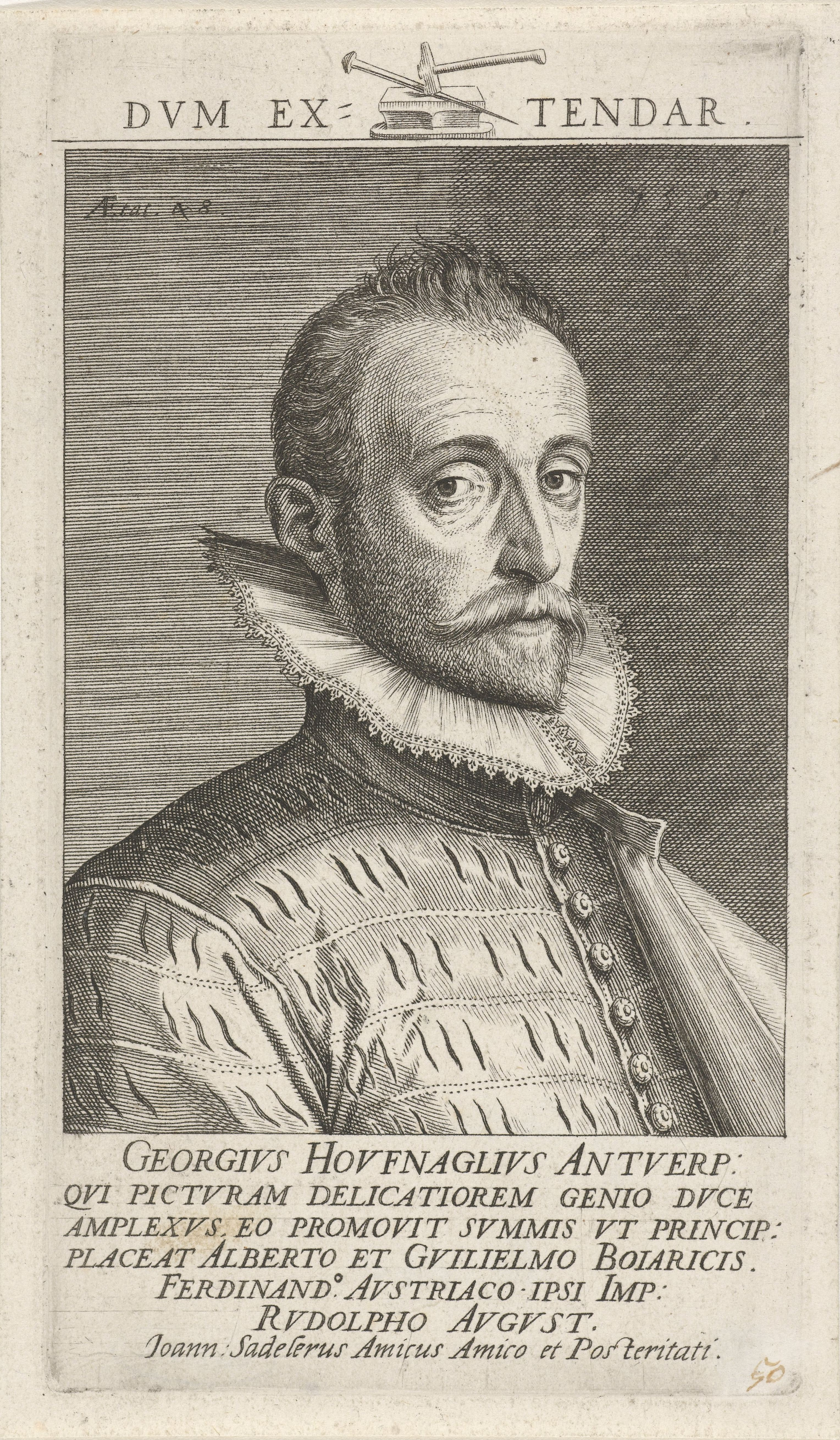
Georg Hoefnagel (1542–1600)

- Hoefnagel, Jacob (* 1573), Miniaturmaler und Kupferstecher
- Hoefnagels, Harry (1922–1990), niederländischer Jesuit und Soziologe
- Hoefnagels, Willem (1929–1978), niederländischer Politiker
- Hoefner, Felix (* 1986), deutscher Schauspieler
- Hoefner, Karl (1886–1954), österreichischer Künstler und Kunstpädagoge
- Hoefs, Jochen (* 1939), deutscher Geochemiker
- Hoeft, Christian (1847–1935), deutscher Eisenbahn-Bauingenieur und preußischer Baubeamter, Präsident der Eisenbahndirektion Elberfeld
- Hoeft, Helmut (* 1957), deutscher Kirchenmusiker
- Hoeft, Moritz (* 1978), deutscher Fußballspieler
- Hoeft, Walter (1906–1939), römisch-katholischer Geistlicher und NS-Opfer
- Hoeftman, Heinrich (1851–1917), deutscher Orthopäde
- Hoeftmann, Hans-Jürgen (* 1940), deutscher Kameramann

### Hoeg
- Høeg, Åsmund (* 1995), norwegischer Schauspieler
- Høeg, Carsten (1896–1961), dänischer Altphilologe und Linguist
- Høeg, Marie (1866–1949), norwegische Fotografin und Frauenrechtlerin
- Høeg, Peter (* 1957), dänischer SchriftstellerPeter Høeg (* 1957)

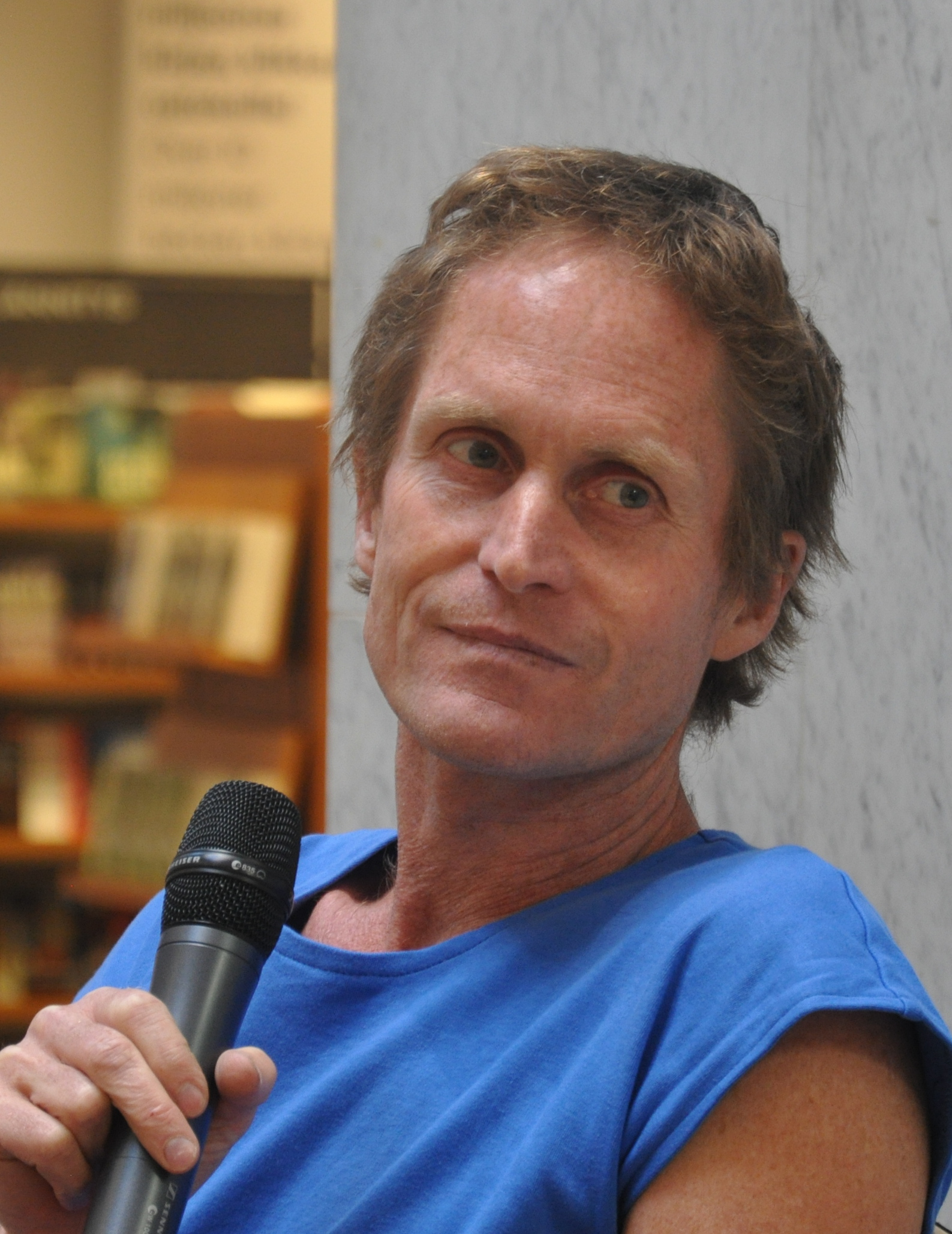
Peter Høeg (* 1957)

- Høeg, Tine (* 1985), dänische Schriftstellerin
- Høeg-Hagen, Niels Peter (1877–1907), dänischer Offizier, Kartograf und Polarforscher
- Hoegel, Gudo (* 1948), deutscher Synchronsprecher und Schauspieler
- Hoegel, Mina (1849–1929), österreichische Malerin und Restauratorin
- Hoegen, Dieter (1927–2023), deutscher Jurist, Richter am Bundesgerichtshof
- Hoegen, Egon (1928–2018), deutscher Schauspieler und Sprecher
- Hoegen, Josef (1898–1973), deutscher Gestapo-Beamter
- Hoegen, Rudolf von (* 1937), deutscher Verwaltungsjurist und Präsident des Militärischen Abschirmdienstes
- Hoegen-Rohls, Christina (* 1959), deutsche evangelische Theologin
- Hoeger, Werner (* 1953), venezolanischer Rodler und emeritierter Professor für Kinesiologie an der Boise State University
- Hoeges, Dirk (1943–2020), deutscher Romanist (Literatur- und Kulturwissenschaften) und Historiker
- Hoegg, Joseph (1818–1885), deutscher Genre- und Landschaftsmaler sowie Illustrator der Düsseldorfer Schule
- Hoegg, Kurt (* 1918), deutscher Fußballspieler
- Høegh, Aka (* 1947), grönländische Künstlerin
- Høegh, Annelise (1948–2015), norwegische Politikerin
- Høegh, Arnannguaq (1956–2020), grönländische Künstlerin
- Høegh, Daniel (* 1991), dänischer Fußballspieler
- Höegh, Emil von (1865–1915), deutscher Optiker
- Høegh, Eqaluk (* 1991), grönländischer Politiker (Inuit Ataqatigiit)
- Høegh, Erling (1924–1993), grönländischer Landesrat und Pastor
- Høegh, Frederik (1895–1970), grönländischer Buchdrucker, Redakteur, Kaufmann und Landesrat
- Høegh, Ingvar (1927–2007), grönländischer Politiker (Atassut)
- Høegh, Jan (* 1946), dänischer Radrennfahrer
- Høegh, John (1890–1966), grönländischer Schmied, Fotograf und Landesrat
- Høegh, Kenneth (* 1966), grönländischer Agronom, Beamter und Diplomat
- Høegh, Kiista Lynge (* 1959), grönländische Politikerin (Inuit Ataqatigiit) und Gewerkschafterin
- Hoegh, Leo (1908–2000), US-amerikanischer Politiker
- Høegh, Malik (* 1952), grönländischer Musiker
- Høegh, Minik Dahl (* 1985), grönländischer Handballspieler
- Høegh, Oluf (1927–2018), grönländischer Landesrat
- Høegh, Pavia (1886–1956), grönländischer Zimmermann, Architekt und Landesrat
- Høegh, Pitsi (* 1964), grönländische Tourismusunternehmerin und Politikerin (Siumut)
- Høegh-Dam, Aki-Matilda (* 1996), grönländische Politikerin (Naleraq)
- Høegh-Dam, Bitten (* 1965), grönländische Politikerin (Siumut) und Lehrerin
- Høegh-Guldberg, Frederik (1771–1852), dänischer Schriftsteller
- Høegh-Guldberg, Ove (1731–1808), dänischer Staatsmann
- Høegh-Krohn, Raphael (1938–1988), norwegischer Mathematiker
- Hoegl, Johann (1884–1969), deutscher Unternehmer
- Hoegner, Ludwig (* 1979), deutscher Photogrammeter und Informatiker
- Hoegner, Wilhelm (1887–1980), deutscher Jurist und Politiker (SPD), MdR, MdL, MdBWilhelm Hoegner (1887–1980)

Wilhelm Hoegner (1887–1980)

### Hoeh
- Hoehme, Gerhard (1920–1989), deutscher Maler und Grafiker
- Hoehn, Alfred (1887–1945), deutscher Pianist, Klavierlehrer und Herausgeber
- Hoehn, Marcel (* 1947), Schweizer Filmproduzent
- Hoehn, Margaret M. (1930–2005), kanadischstämmige Neurologin
- Hoehne, Frederico Carlos (1882–1959), brasilianischer Botaniker
- Hoehne, Helen, deutsch-amerikanische Journalistin
- Hoehne, Ottomar (1871–1932), deutscher Mediziner und Hochschullehrer
- Hoehne, Verena (1945–2012), Schweizer Kulturjournalistin und Autorin
- Hoehnke, Hans-Jürgen (1925–2007), deutscher Mathematiker

### Hoei
- Hoeij, Boyd van, niederländischer Filmjournalist und Buchautor
- Hoeijmakers, Jan (* 1951), niederländischer Molekularbiologe

### Hoek
- Hoek, Aad van den (* 1951), niederländischer Radrennfahrer
- Hoek, Evert (1933–2024), südafrikanisch-kanadischer Bauingenieur
- Hoek, Frans (* 1956), niederländischer Fußballtorhüter und Torwarttrainer
- Hoek, Hans van (* 1947), niederländischer Maler
- Hoek, Hans van der (1933–2017), niederländischer Fußballspieler
- Hoek, Henry (1878–1951), deutscher Geologe, Bergsteiger, Skiläufer und Autor
- Hoek, Leanne van den (* 1958), niederländische Offizierin (Brigadegeneral)
- Hoek, Martin (1834–1873), niederländischer Astronom und Experimentalphysiker
- Hoek, Rosalie van der (* 1994), niederländische Tennisspielerin
- Hoekman, Danny (* 1964), niederländischer Fußballtrainer und ehemaliger linker Flügelspieler
- Hoeks, Sylvia (* 1983), niederländische SchauspielerinSylvia Hoeks (* 1983)

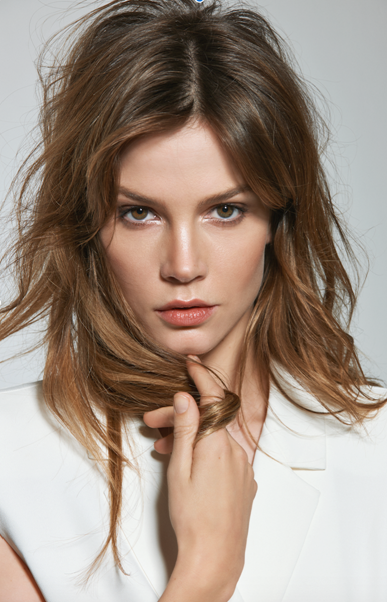
Sylvia Hoeks (* 1983)

- Hoekstra, André (* 1962), niederländischer Fußballspieler und -trainer
- Hoekstra, Hannah (* 1987), niederländische SchauspielerinHannah Hoekstra (* 1987)

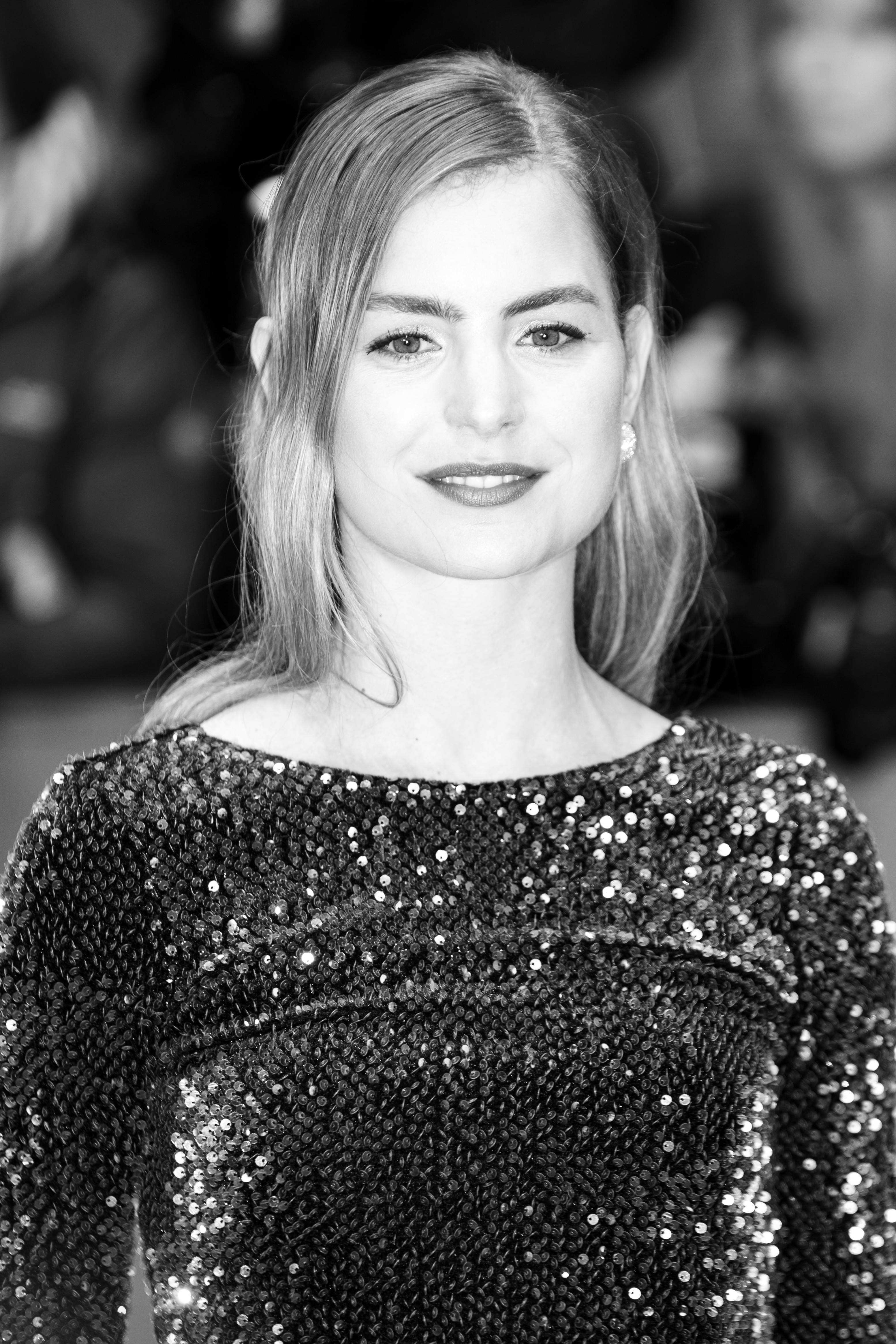
Hannah Hoekstra (* 1987)

- Hoekstra, Hopi (* 1972), US-amerikanische Molekularbiologin und Evolutionsbiologin
- Hoekstra, Jarich Freark (1956–2024), niederländischer Frisist
- Hoekstra, Koko (* 1948), niederländischer Fußballspieler
- Hoekstra, Mark (* 1994), niederländischer Eishockeyspieler
- Hoekstra, Paul (* 1944), belgisch-niederländischer Kanute
- Hoekstra, Pete (* 1953), US-amerikanischer Politiker (Republikanische Partei)
- Hoekstra, Peter (* 1973), niederländischer Fußballspieler
- Hoekstra, Pieter (* 1947), niederländischer Radrennfahrer
- Hoekstra, Sanne (* 1992), niederländische Handballspielerin
- Hoekstra, Tiny (* 1996), niederländische Fußballspielerin
- Hoekstra, Wopke (* 1975), niederländischer Politiker
- Hoekwater, Tamara (* 1972), niederländische Pop- und Jazzmusiksängerin

### Hoel
- Hoël I. († 981), Graf von Nantes; Herzog von Bretagne
- Hoel, Adolf (1879–1964), norwegischer Geologe und Polarforscher
- Hoel, Arne (1927–2006), norwegischer Skispringer
- Hoel, Ferdinand (1890–1969), österreichischer Fußballspieler
- Hoël, Georges (1890–1967), französischer Turner
- Hoel, Johan (* 1994), norwegischer Skilangläufer
- Hoel, Lillemor (1931–1987), norwegische Schauspielerin
- Hoel, Oddmund Løkensgard (* 1968), norwegischer Hochschullehrer und Politiker
- Hoel, Sigrun (* 1951), norwegische Juristin und Frauenrechtlerin
- Hoel, Sigurd (1890–1960), norwegischer Schriftsteller
- Hoel, Tore Elias (* 1953), norwegischer Schriftsteller
- Hoel, Willie (1920–1986), norwegischer Schauspieler
- Hoelder, Julius (1819–1887), deutscher Politiker (DP), MdR
- Hoeldtke, Felix (* 1986), deutscher Laienschauspieler und Webvideoproduzent
- Hoelgaard, Daniel (* 1993), norwegischer Radrennfahrer
- Hoelgaard, Markus (* 1994), norwegischer Radrennfahrer
- Hoelgaard, Stian (* 1991), norwegischer Skilangläufer
- Hoell, Grete (1909–1986), kommunistische Widerstandskämpferin in Hannover
- Hoell, Joachim (* 1966), deutscher Autor, Lektor und Hörbuch-Regisseur
- Hoellering, Amélie (1920–1995), deutsche Rhythmikerin
- Hoellering, Franz (1896–1968), österreichischer Journalist und Buchautor
- Hoellering, George (1897–1980), österreichisch-britischer Filmregisseur
- Hoelscher, Ludwig (1907–1996), deutscher Cellist
- Hoelscher, Ulf (* 1942), deutscher Violinist
- Hoelsveen, Malin (* 2005), norwegische Leichtathletin
- Hoeltel, Christina (* 1948), deutsche Schauspielerin und Synchronsprecherin
- Hoeltje, Bettina (* 1948), deutsche Politikerin (Die Grünen), MdHB
- Hoeltje, Georg (1906–1996), deutscher Kunsthistoriker
- Hoelty-Nickel, Theodor (1894–1986), deutsch-amerikanischer Kirchenmusiker und Musikwissenschaftler
- Hoeltz, Nikola (* 1934), deutsche Kostümbildnerin
- Hoeltzenbein, Klaus (* 1959), deutscher Sportjournalist
- Hoeltzenbein, Peter (* 1971), deutscher Ruderer
- Hoeltzer, Ernst (1835–1911), deutscher Telegraphist und Fotograf
- Hoeltzke, Carl von (1826–1910), deutscher Diplomat in russischen Diensten
- Hoelun († 1221), Mutter von Dschingis Khan
- Hoelz, Max (1889–1933), deutscher kommunistischer PolitikerMax Hoelz (1889–1933)

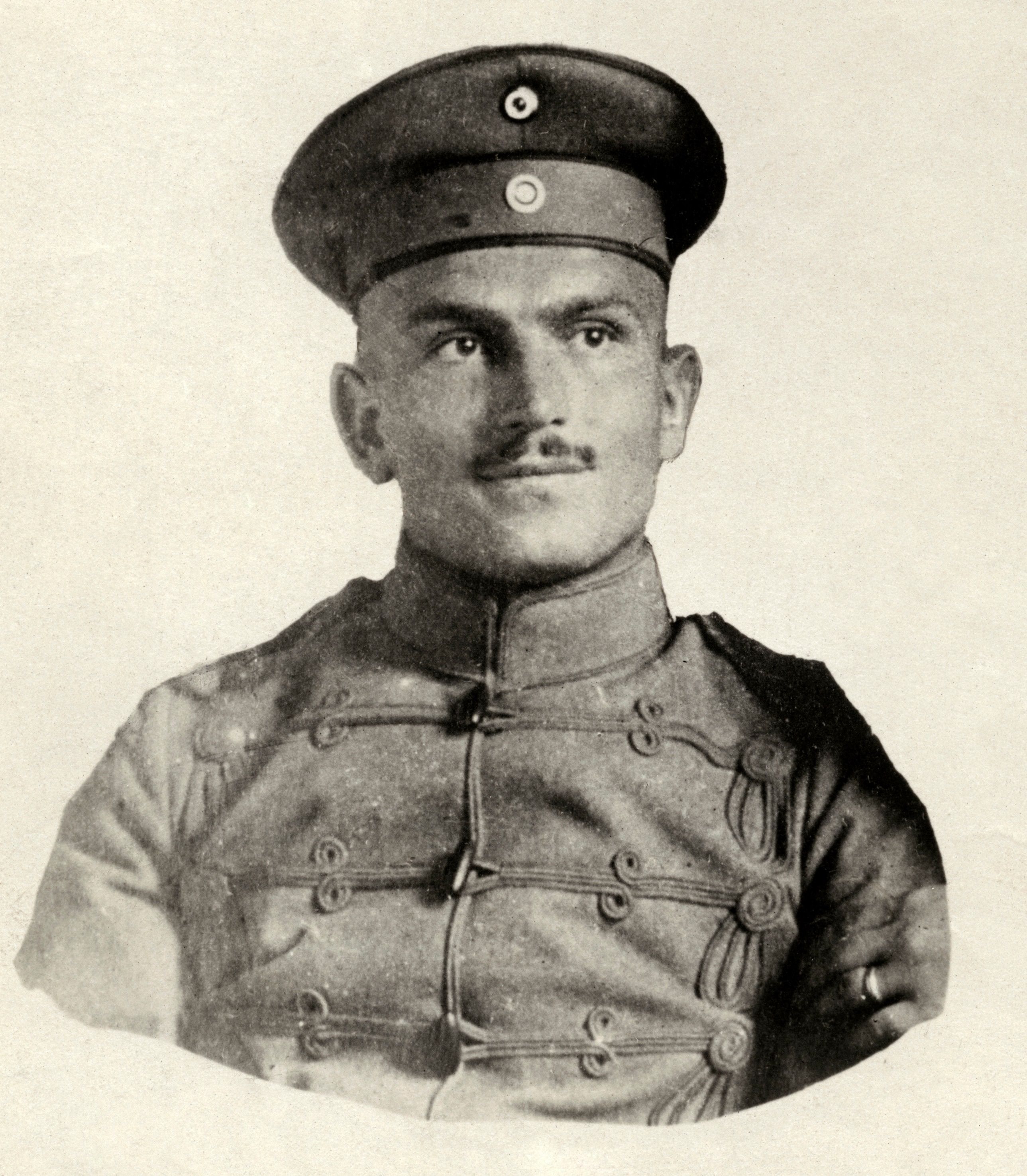
Max Hoelz (1889–1933)

- Hoelzel, Fabienne (* 1976), Schweizer Architektin und Städteplanerin
- Hoelzer, Dieter (* 1939), deutscher Hämatologe und Onkologe
- Hoelzer, Margaret (* 1983), US-amerikanische Schwimmerin
- Hoelzke, Christian (* 1962), deutscher Schauspieler und Regisseur
- Hoelzke, Hubert (1925–2018), deutscher Regisseur, Schauspieler und Drehbuchautor

### Hoem
- Hoem, Astrid (* 1995), norwegische Politikerin
- Hoem, Edvard (* 1949), norwegischer Schriftsteller
- Hoem, Jan (1939–2017), norwegischer Bevölkerungswissenschaftler
- Hoem, Knut (1924–1987), norwegischer Politiker (Arbeiderpartiet), Minister und Wirtschaftsmanager
- Hoemann, Reinhold (1870–1961), deutscher Gärtner und Landschaftsarchitekt

### Hoen
- Hoen, Anton († 1587), Landschreiber, Befehlshaber und Amtsverweser der Grafschaft Diez
- Hoën, Franz Xaver (1864–1935), deutscher Mühlenbesitzer und Politiker (Zentrum), MdR
- Hoen, Jost († 1569), deutscher Magister, Lehrer und Kanzleirat
- Hoen, Maximilian von (1867–1940), österreichischer Feldmarschalleutnant und Militärhistoriker
- Hoen, Philipp Heinrich (1576–1649), deutscher Jurist, Professor und Staatsmann
- Hoen, Ragnar (1940–2019), norwegischer Schachspieler
- Hoen, Steinar (* 1971), norwegischer Leichtathlet
- Hoen, Wilhelm († 1602), deutscher Magister, Pädagoge und Stadtschreiber
- Hoenderdaal, Nils van ’t (* 1993), niederländischer Radsportler
- Hoene, Barbara (1944–2025), deutsche Opernsängerin (Sopran)
- Hoene, Cornelia (1943–1995), deutsche Juristin, Rechtsanwältin und Richterin
- Hoene, Heinz (1910–2004), deutscher Feuerwehrmann
- Hoene, Joachim (* 1919), deutscher Fernseh-, Radio- und Theaterregisseur
- Hoene, Karl (1857–1909), deutscher Verwaltungsjurist und Rittergutsbesitzer
- Hoene, Matthias, deutscher Regisseur, Filmproduzent und Drehbuchautor
- Hoene, Max (1884–1965), deutscher Bildhauer
- Hoëné-Wronski, Josef (1776–1853), polnischer Philosoph und Mathematiker
- Hoeneke, Bartholomäus, Chronist des Livländischen Ordens
- Hoenen, Franz (1919–1997), deutscher römisch-katholischer Bischof
- Hoenen, Jean (* 1955), deutscher Filmproduzent, Regisseur und Unternehmer
- Hoenen, Martinus Josephus Franciscus Maria (* 1957), niederländischer Philosoph
- Hoenen, Raimund (1939–2022), deutscher evangelischer Theologe und Geistlicher
- Hoenen, Rolf-Peter (* 1947), deutscher Jurist und Präsident des Gesamtverbandes der Deutschen Versicherungswirtschaft (GDV), ehemaliger Vorstandssprecher der HUK-Coburg
- Hoenerbach, Margarete (1848–1924), deutsche Malerin, Grafikerin, Medailleurin und Bildhauerin
- Hoenerbach, Wilhelm (1911–1991), deutscher Islamwissenschaftler
- Hoenes, Dieter (1912–1955), deutscher Mineraloge und Geologe
- Hoeneß, Dieter (* 1953), deutscher Fußballspieler und -manager
- Hoeneß, Sebastian (* 1982), deutscher Fußballspieler
- Hoeneß, Uli (* 1952), deutscher Fußballspieler und ManagerUli Hoeneß (* 1952)

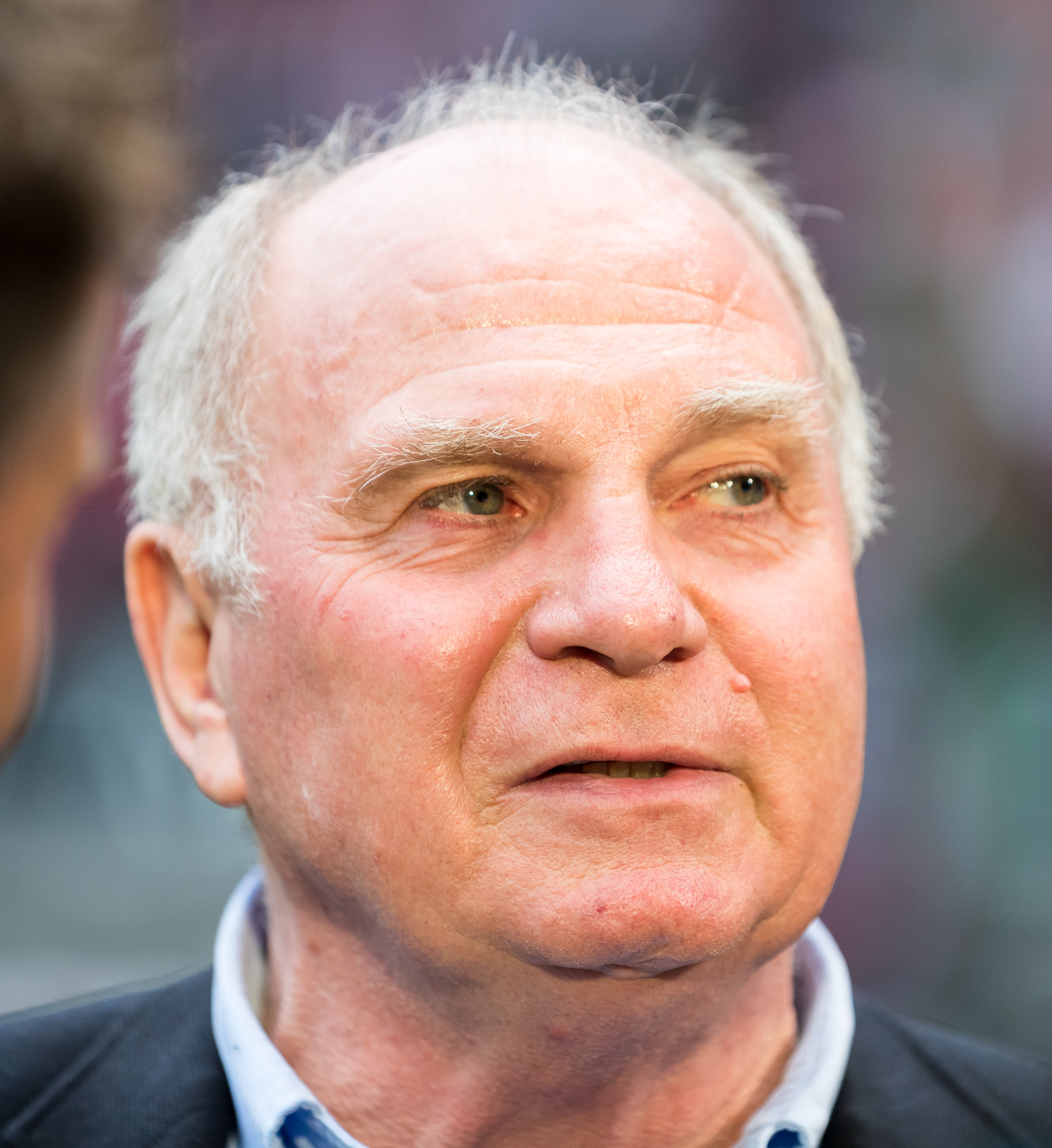
Uli Hoeneß (* 1952)

- Hoenhorst, Chiara (* 1997), deutsche Volleyballspielerin
- Hoenicke, Rudolf (1906–1971), deutscher Industriemanager
- Hoenig, Ari (* 1973), amerikanischer Jazz-Schlagzeuger
- Hoenig, Dov (* 1932), Filmeditor
- Hoenig, Heinz (* 1951), deutscher Schauspieler und SchlagersängerHeinz Hoenig (* 1951)

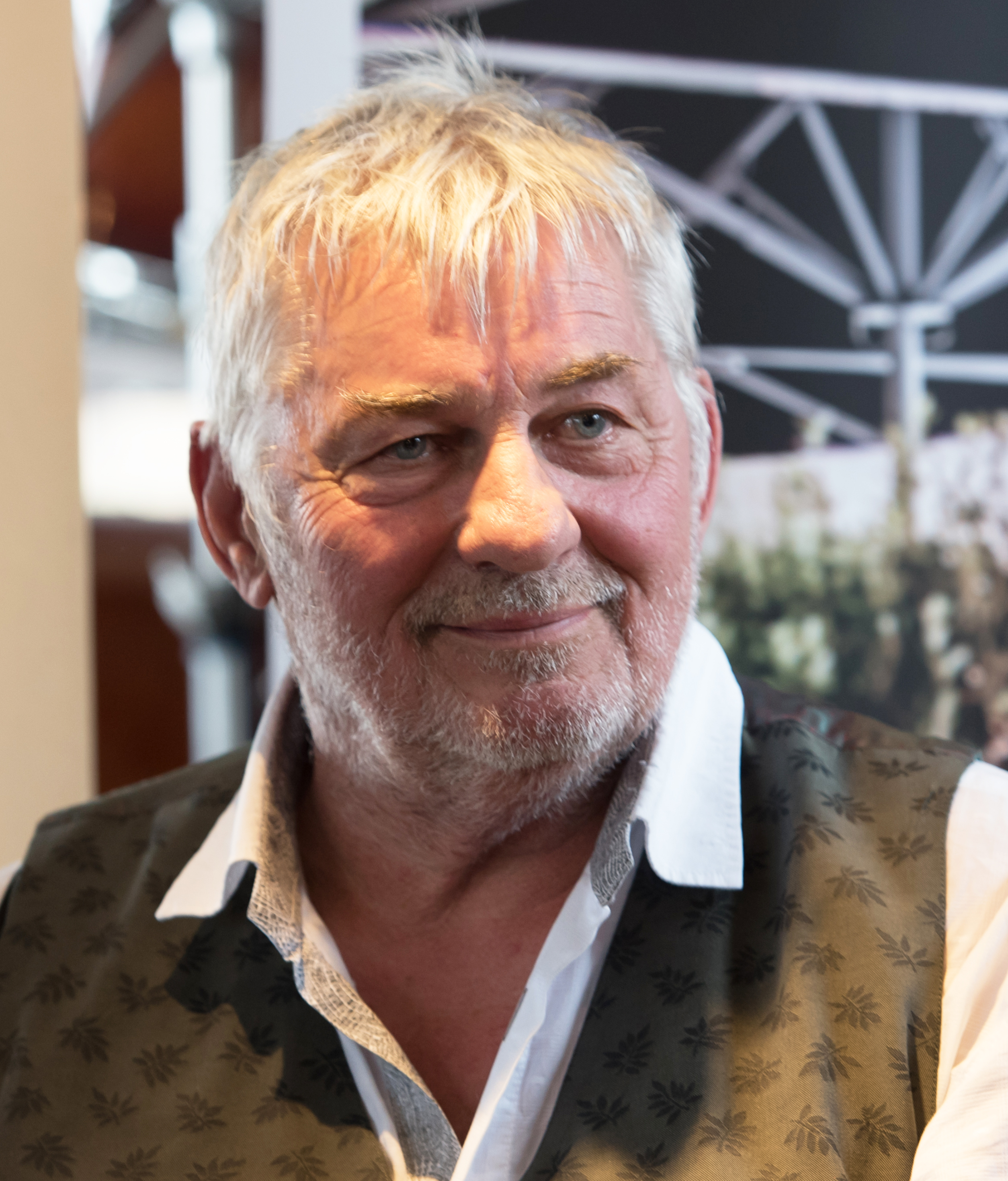
Heinz Hoenig (* 1951)

- Hoenig, Michael (* 1952), deutscher Musiker und Filmmusikkomponist
- Hoeniger, Heinrich (1879–1961), deutscher Jurist, Rechtswissenschaftler und Sachbuchautor
- Hoeniger, Johann (1850–1913), deutscher Architekt
- Hoeniger, Karl Theodor (1881–1970), Autor und Kulturhistoriker (Südtirol)
- Hoeniger, Paul (1865–1924), deutscher Maler
- Hoeniger, Robert (1855–1929), deutscher Historiker, Sachbuchautor und Publizist
- Hoeniger, Viktor (1870–1953), deutscher Reichsgerichtsrat
- Hoenigswald, Henry M. (1915–2003), deutsch-US-amerikanischer Linguist
- Hoenika, Oswald von (1835–1891), deutscher Rittergutsbesitzer und Politiker (NLP), MdR
- Hoening, Christian (* 1947), deutscher Schauspieler
- Hoening, Julius Robert (1835–1904), deutschamerikanischer Porträtmaler und Landschaftsmaler der Düsseldorfer Schule
- Hoeninghaus, Friedrich Wilhelm (1770–1854), deutscher Unternehmer, Naturforscher und Fossiliensammler
- Hoeninghaus, Friedrich Wilhelm (1809–1878), deutscher Politiker
- Hoenisch, Ernst (1875–1951), deutscher Berufsfotograf in Leipzig
- Hoenisch, Michael (* 1938), deutscher Literaturwissenschaftler
- Hoenius Severus, Titus, römischer Konsul im Jahr 141
- Hoenius Severus, Titus, römischer Suffektkonsul 170
- Hoenke, Fabienne (* 2004), Schweizer Leichtathletin
- Hoenniger, Fritz (1879–1956), deutscher Maler und Grafiker
- Hoenning O’Carroll, Konstantin von (1841–1925), sächsischer Generalleutnant
- Hoenow, Max (1851–1909), deutscher Landschaftsmaler
- Hoensbrock zu Hillenrath, Johann Friedrich von (1740–1804), Domherr in Münster und Hildesheim
- Hoensbroech, Alexis von (* 1970), deutscher Geschäftsmann und CEO von Austrian AirlinesAlexis von Hoensbroech (* 1970)

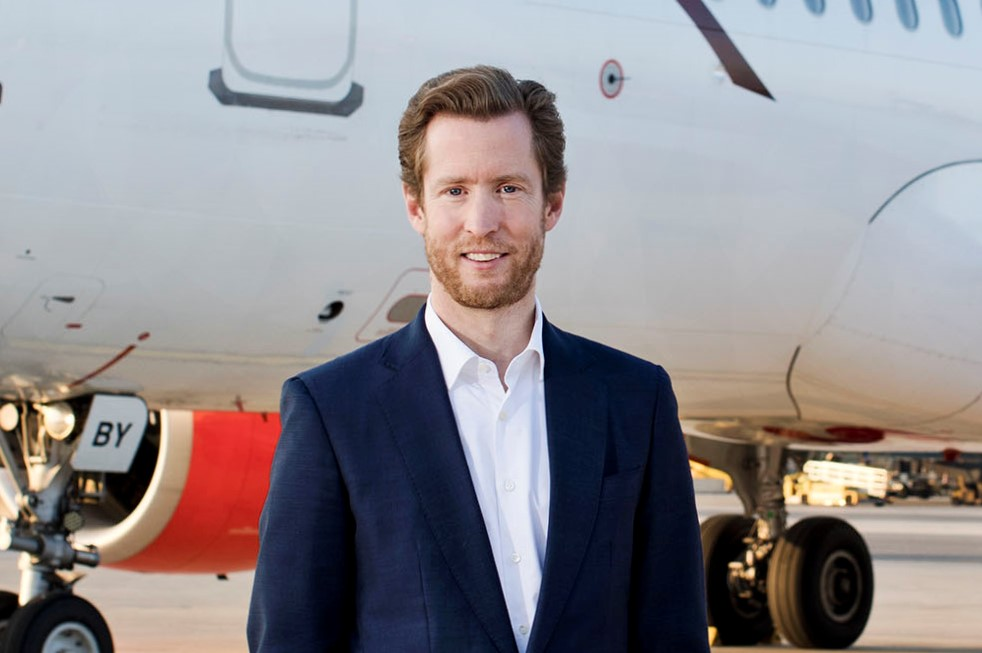
Alexis von Hoensbroech (* 1970)

- Hoensbroech, Cäsar Constantin Franz von (1724–1792), Fürstbischof von Lüttich (1784–1792)
- Hoensbroech, Franz Egon von (1805–1874), niederrheinischer und niederländischer Adeliger
- Hoensbroech, Paul Graf von (1852–1923), deutscher Jurist, Philosoph und Jesuit, Gegner des ultramontanen Katholizismus
- Hoensbroech, Philipp Damian von (1724–1793), katholischer Bischof von Roermond, Domherr in Speyer
- Hoensbroech, Raphael von (* 1977), deutscher Musikwissenschaftler und Dirigent
- Hoensbroech, Wilhelm von und zu (1849–1922), deutscher Politiker (Zentrum), MdR
- Hoensbroeck, Adriaan von und zu (1589–1675), Freiherr, Erbmarschall von Geldern
- Hoensch, Jörg K. (1935–2001), deutscher Historiker
- Hoenscher, Paul (1887–1937), deutscher Politiker (NSDAP), MdR
- Hoenselaar, Francis (* 1965), niederländische Dartspielerin
- Hoenselaers, Peter (1895–1966), deutscher Opernsänger und Theaterintendant

### Hoep
- Hoepelman, Andy (* 1955), niederländischer Wasserballspieler und Arzt
- Hoepen, Egbert Cornelis Nicolaas van (1884–1966), niederländisch-südafrikanischer Paläontologe
- Hoepers, Ricardo (* 1970), brasilianischer römisch-katholischer Geistlicher, Moraltheologe, Bioethiker, Weihbischof in Brasília
- Hoepffner, Alfred (1880–1970), deutscher Förster und Ministerialbeamter
- Hoepffner, Ernest (1879–1956), französischer Romanist
- Hoepffner, Marta (1912–2000), deutsche Fotografin
- Hoepfner, Andrew, US-amerikanischer Sänger, Songwriter und Theaterregisseur
- Hoepfner, Karl August (1880–1945), deutscher Tiefbau-Ingenieur, Stadtplaner und Hochschullehrer
- Hoepfner, Marianne (* 1944), französische Rennfahrerin
- Hoepfner, Paul von (1849–1924), preußischer General der Infanterie
- Hoepfner, Richard (* 1944), US-amerikanischer Segler
- Hoepfner, Wolfram (* 1937), deutscher Bauforscher und Klassischer Archäologe
- Hoepke, Hermann (1865–1928), deutscher Bauingenieur
- Hoepke, Hermann (1889–1993), deutscher Anatom und Hochschullehrer
- Hoepli, Ulrico (1847–1935), Schweizer Buchhändler und Verleger, tätig in Mailand
- Hoepner, Detlev (* 1943), deutscher Flottillenadmiral der Deutschen Marine
- Hoepner, Erich (1886–1944), deutscher Generaloberst im Zweiten Weltkrieg und WiderstandskämpferErich Hoepner (1886–1944)

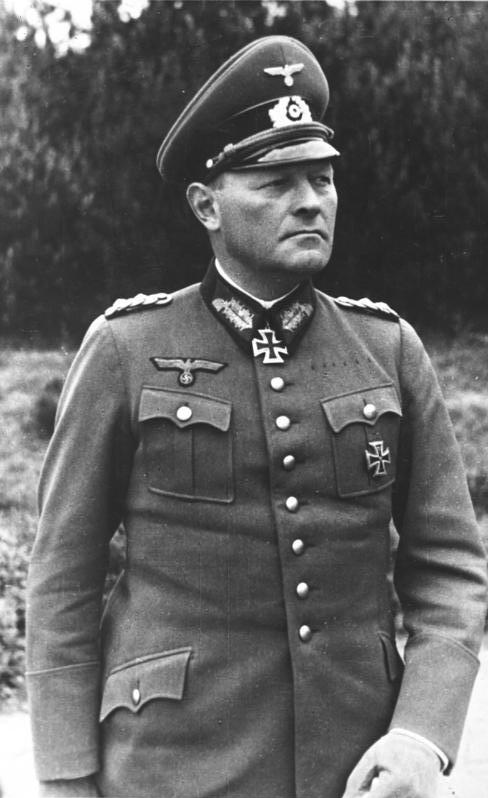
Erich Hoepner (1886–1944)

- Hoepner, Friedrich (1889–1955), Kaufmann und Politiker (DDP, FDP), MdL
- Hoepner, Hansen (* 1982), deutscher Radfernreisender
- Hoepner, Otto (1856–1927), deutscher Konteradmiral der Kaiserlichen Marine
- Hoepner, Paul (* 1982), deutscher Radfernreisender
- Hoepner, Willi (1923–1978), deutscher Boxer
- Hoeppel, John H. (1881–1976), US-amerikanischer Politiker
- Hoeppener, Edgar (1865–1937), deutsch-baltischer Bankier
- Hoeppener, Eduard (1795–1856), deutsch-baltischer Bankier
- Hoeppener, Max (1848–1924), russischer Architekt
- Hoeppner, Ernst von (1860–1922), preußischer General der Kavallerie, Kommandierender General der Fliegertruppe im Ersten WeltkriegErnst von Hoeppner (1860–1922)

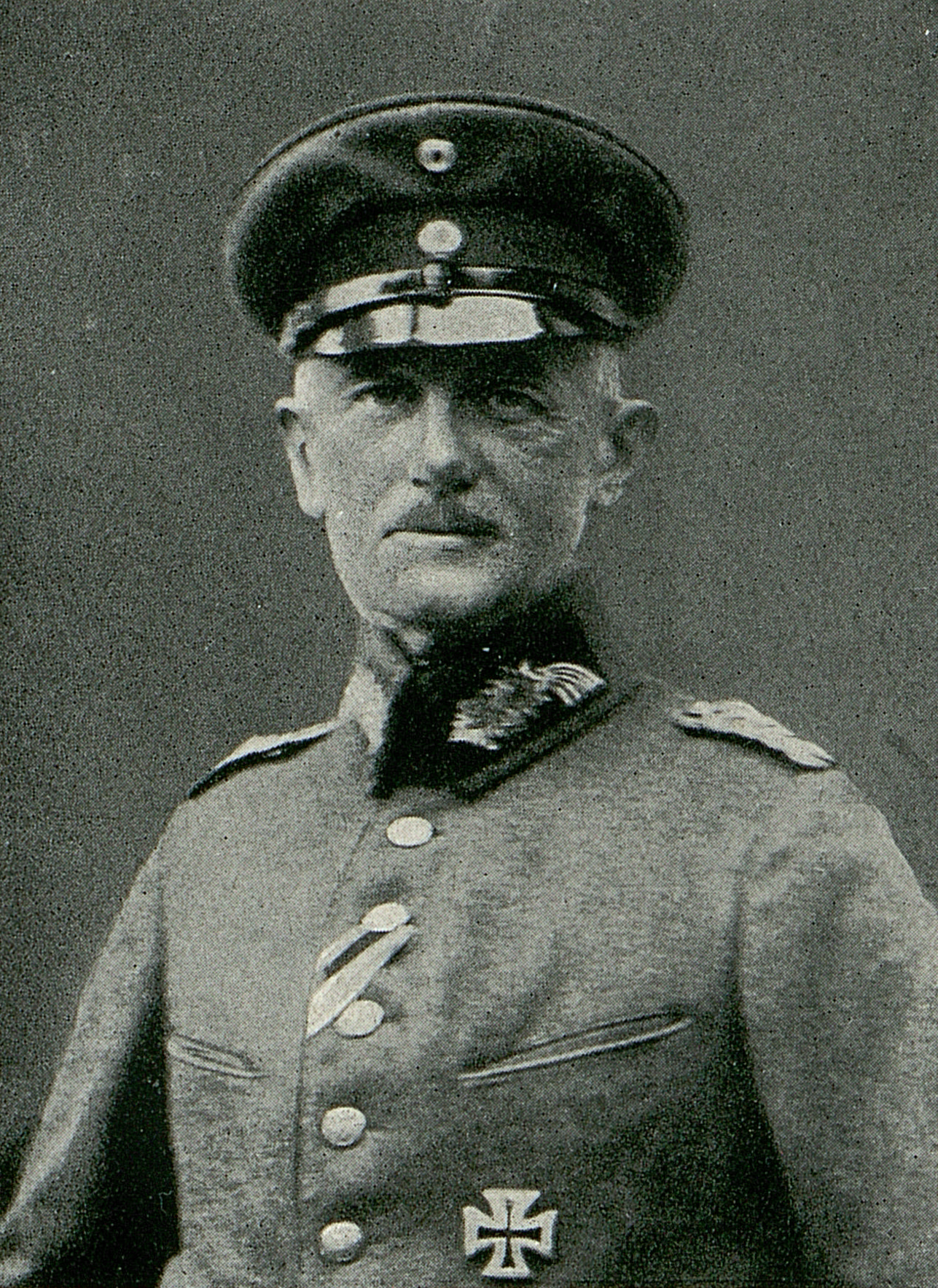
Ernst von Hoeppner (1860–1922)

- Hoeppner, Gerhard (1852–1898), deutscher Verwaltungsbeamter, Rittergutsbesitzer und Parlamentarier
- Hoeppner, Julius (1839–1893), deutscher Aquarellist und Illustrator
- Hoeppner, Michael Joseph (* 1949), US-amerikanischer römisch-katholischer Geistlicher, emeritierter Bischof von Crookston
- Hoeps, Reinhard (* 1954), deutscher katholischer Theologe
- Hoeps, Thomas (* 1966), deutscher Schriftsteller

### Hoer
- Hoer, Theo (* 1941), deutscher Kommunalpolitiker (CDU), Bürgermeister der Stadt Grevenbroich (1999–2004)
- Hoerburger, Felix (1916–1997), deutscher Lyriker, Schriftsteller und Buchillustrator
- Hoerde, Philipp von (1455–1510), Herr auf Boke, Dompropst in Münster und Landdrost von Westfalen
- Hoerder, Dirk (* 1943), deutscher Historiker
- Hoeren, Joseph (1825–1907), deutscher Politiker
- Hoeren, Jürgen (* 1946), deutscher Sachbuchautor
- Hoeren, Lothar von (* 1944), deutscher Maler, Grafiker und Illustrator
- Hoeren, Matthias (1916–1997), deutscher Politiker (CDU)
- Hoeren, Thomas (* 1961), deutscher RechtswissenschaftlerThomas Hoeren (* 1961)

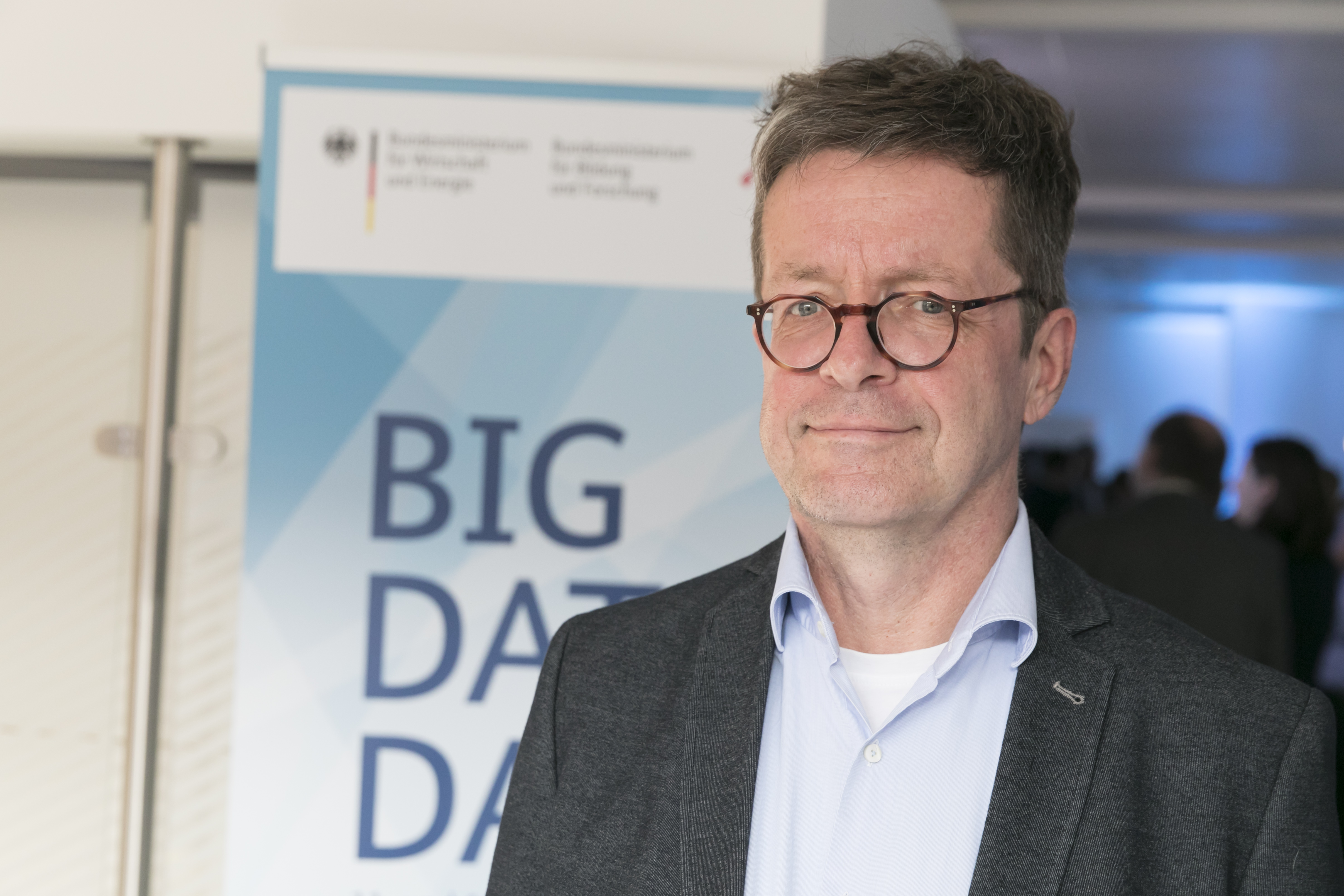
Thomas Hoeren (* 1961)

- Hoeres, Peter (* 1971), deutscher Historiker
- Hoeres, Walter (1928–2016), deutscher Philosoph
- Hoereth-Menge, Edith (1888–1960), deutsche Politikerin
- Hoerger, Georg (1897–1975), deutscher Marathonläufer
- Hoering, Paul (1868–1919), deutscher Apotheker und Chemiker
- Hoering, Walter (1933–2019), deutscher Philosoph und Professor für Philosophie in Tübingen
- Hoerl, Teresa (* 1983), deutsche Filmregisseurin und Drehbuchautorin
- Hoerle, Angelika (1899–1923), deutsche Malerin, Kölner Dadaistin
- Hoerle, Heinrich (1895–1936), deutscher Maler des progressiven Rheinischen Konstruktivismus, Kölner Dadaist
- Hoerlin, Hermann (1903–1983), US-amerikanischer Bergsteiger und Physiker deutscher Herkunft
- Hoermann, Franz Xaver (1860–1935), deutscher Publizist, bayerischer Föderalist
- Hoermann, Helmut (* 1941), deutsch-amerikanischer Hotelmanager
- Hoermanseder, Marina (* 1986), österreichische ModedesignerinMarina Hoermanseder (* 1986)

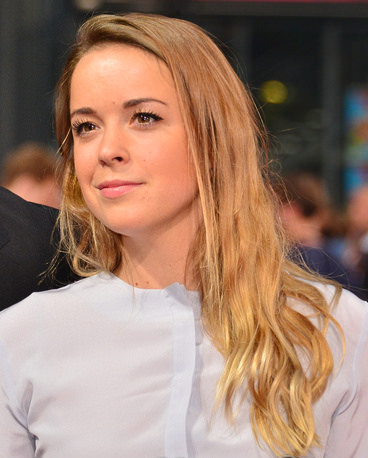
Marina Hoermanseder (* 1986)

- Hoerner, Hanna von (1942–2014), deutsche Physikerin
- Hoerner, Herbert von (1884–1946), deutscher Schriftsteller
- Hoerner, Hugo (* 1851), deutscher Reichsgerichtsrat
- Hoerner, Ina (* 1949), deutsche Lehrerin und Publizistin
- Hoerner, Ludwig (1919–2015), deutscher Fotograf und Autor sowie Stadtgeschichts- und Gewerbegeschichtsforscher
- Hoerner, Sebastian von (1919–2003), deutscher Astrophysiker
- Hoerner, Sighard F. (1906–1971), deutscher Aerodynamiker
- Hoerner, Sigrid, deutsche Regisseurin und Filmproduzentin
- Hoerner-Heintze, Suse von (1890–1978), deutsche Schriftstellerin
- Hoernes, Hermann von (1858–1948), österreichischer Berufsoffizier, Flugtechniker und Autor
- Hoernes, Martin (* 1965), deutscher Kunsthistoriker
- Hoernes, Moriz (1815–1868), österreichischer Geologe und Paläontologe
- Hoernes, Moriz (1852–1917), österreichischer Prähistoriker
- Hoernes, Rudolf (1850–1912), österreichischer Geologe und Paläontologe
- Hoerni, Fabienne (* 1974), Schweizer Jazzmusikerin
- Hoerni, Jean (1924–1997), Schweizer Physiker und Mathematiker
- Hoerning, Hanskarl (1931–2021), deutscher Autor, Schauspieler und Kabarettist
- Hoernle, Edwin (1883–1952), deutscher Politiker (SPD, KPD), MdR, Autor
- Hoernle, Kaj (* 1960), US-amerikanischer Geologe, Petrologe, Geochemiker und Hochschullehrer
- Hoernlé, Rudolf (1841–1918), britisch-deutscher Orientalist und Missionar
- Hoernschemeyer, Robert (1925–1980), US-amerikanischer American-Football-Spieler
- Hoerold, Pit (* 1954), luxemburgischer Lyriker
- Hoerr, Ingmar (* 1968), deutscher Biologe
- Hoersch, Judith (* 1981), deutsche SchauspielerinJudith Hoersch (* 1981)

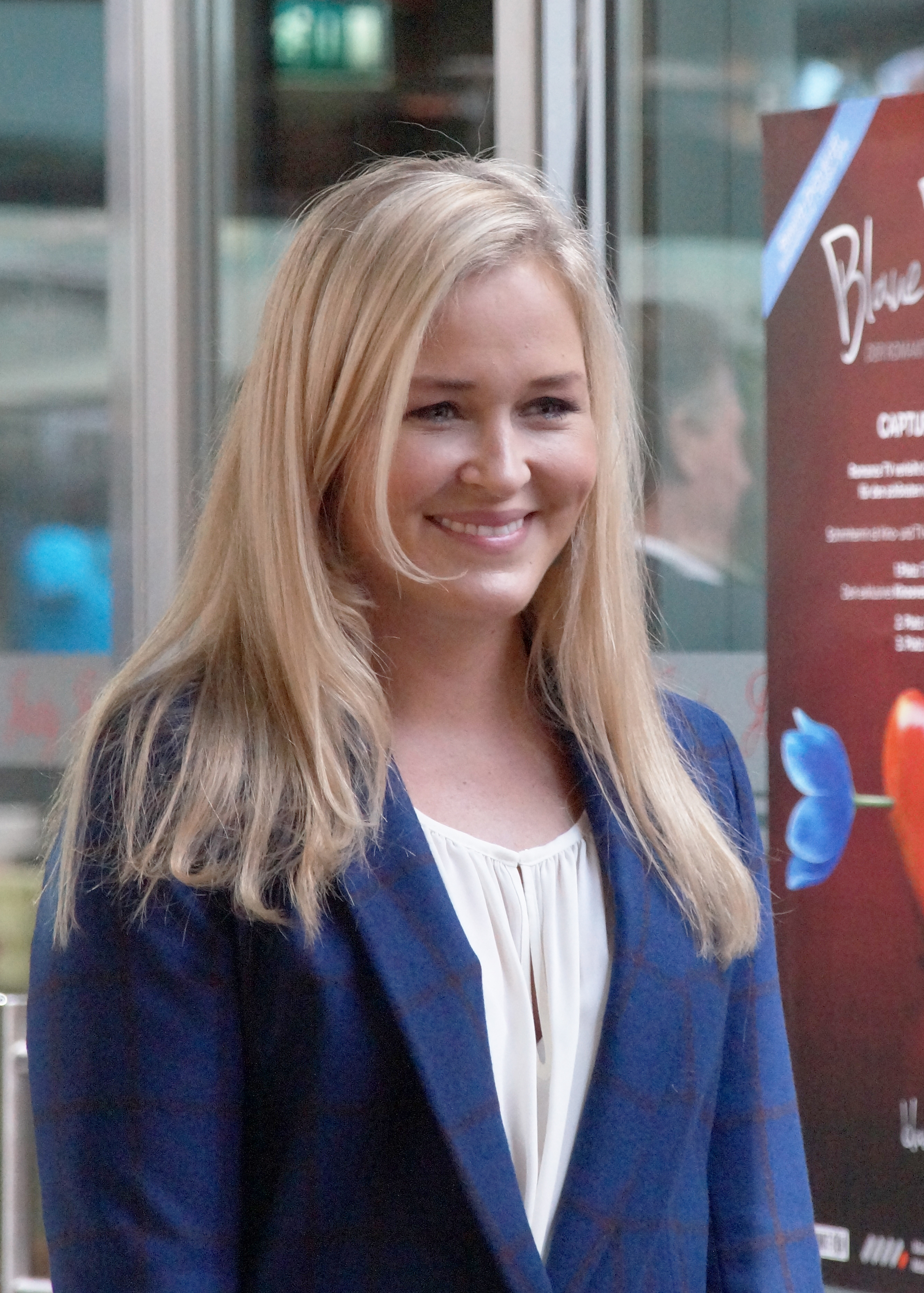
Judith Hoersch (* 1981)

- Hoerschelmann, Ernst August Wilhelm (1743–1795), deutscher Theologe, Pädagoge und Philosoph
- Hoerschelmann, Ferdinand Dietrich Nikolai (1834–1902), deutschbaltischer evangelischer Pastor, Theologe und Hochschullehrer
- Hoerschelmann, Fred von (1901–1976), deutscher Hörspielautor
- Hoerschelmann, Friedrich Ludwig Anton (* 1740), Jurist und Historiker
- Hoerschelmann, Gabriele (* 1968), deutsche evangelische Theologin
- Hoerschelmann, Rolf von (1885–1947), deutschbaltischer Illustrator, Sammler, Schriftsteller und Bohemien
- Hoerschelmann, Werner (1938–2022), deutscher evangelisch-lutherischer Geistlicher und Sachbuchautor
- Hoerschelmann, Wilhelm (1849–1895), deutschbaltischer Klassischer Philologe
- Hoersen, Thomas (* 1972), deutscher Fußballspieler
- Hoerster, Norbert (* 1937), deutscher Rechtsphilosoph und Sozialphilosoph
- Hoerter, August (1834–1906), deutscher Landschafts-, Porträt- und Stilllebenmaler der Düsseldorfer Schule
- Hoerter, Johann Joseph (1771–1844), preußischer Bürgermeister und Landrat
- Hoerz, Erich (1929–2008), deutscher Holz-Ingenieur und Erfinder

### Hoes
- Hoes, Onno (* 1961), niederländischer Politiker
- Hoesch, Adrian (* 1993), deutsch-US-amerikanischer Segler
- Hoesch, Agnes (1839–1903), deutsche Stifterin und Wohltäterin
- Hoesch, Eberhard (1790–1852), deutscher Unternehmer
- Hoesch, Eberhard (1827–1907), deutscher Industrieller, Eisenfabrikant und Mäzen der Stadt Düren
- Hoesch, Eduard (1890–1983), österreichischer Kameramann und Filmproduzent
- Hoesch, Felix (1866–1933), deutscher Landwirt, Gutsbesitzer und Politiker (Deutschkonservative Partei, DNVP), MdR
- Hoesch, Gustav (1818–1885), deutscher Unternehmer
- Hoesch, Hugo von (1850–1916), deutscher Unternehmer in der Papierindustrie
- Hoesch, Jeremias († 1653), Montanunternehmer
- Hoesch, Kurt (1882–1932), deutscher Chemiker
- Hoesch, Leopold (1820–1899), deutscher UnternehmerLeopold Hoesch (1820–1899)

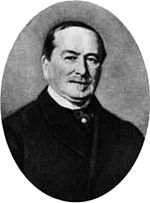
Leopold Hoesch (1820–1899)

- Hoesch, Leopold (* 1969), deutscher Filmproduzent
- Hoesch, Leopold von (1881–1936), deutscher Diplomat
- Hoesch, Ludolf Matthias (1788–1859), deutscher Papierindustrieller
- Hoesch, Matthias Gerhard von (1698–1784), Staatsmann und Montanunternehmer
- Hoesch, Udo (1892–1968), deutscher Papierfabrikant
- Hoesch, Viktor (1824–1888), deutscher Montan-Unternehmer, Mitbegründer der Hoesch AG in Dortmund
- Hoese, Douglass F. (* 1942), US-amerikanischer Ichthyologe und Meeresbiologe
- Hoesen, Henri Willem (1885–1970), niederländischer Arzt
- Hoesl, Daniel (* 1982), österreichischer Filmregisseur und Filmschauspieler
- Hoesl, Tobias (* 1961), deutscher Schauspieler
- Hoesle, Adalbert (* 1959), deutscher Künstler
- Hoesli, John (1919–1997), britischer Filmarchitekt, Zeichner und Ausstatter
- Hoesli, Nicole (* 1980), Schweizer Künstlerin und Szenenbildnerin
- Hoess, Eugen Ludwig (1866–1955), deutscher Kunstmaler und Graphiker
- Hoess, Friedrich (1932–2007), österreichischer Diplomat und Politiker (ÖVP), Mitglied des Bundesrates
- Hoess, Karl, österreichischer Schauspieler
- Hoess, Traute (* 1950), deutsche Schauspielerin
- Hoessel, Johann Baptist, deutscher Radierer und Kupferstecher
- Hoessli, Andreas (* 1950), Schweizer Filmregisseur und Journalist
- Hoesslin, Emma von (1884–1968), deutsche Stifterin und Philanthropin
- Hoeßlin, Erna von (1889–1946), deutsche Schauspielerin, Opern-, Lied- und Konzertsängerin (Mezzosopran/Alt)
- Hoeßlin, Franz von (1885–1946), deutscher Dirigent und Komponist
- Hoeßlin, George von (1851–1923), deutscher Maler
- Hoesslin, Heinrich von (1878–1955), deutscher Mediziner
- Hoesslin, Walter von (1910–1996), deutscher Bühnenbildner, Leiter des Max Reinhards Seminars

### Hoet
- Hoet, Gerard (1648–1733), niederländischer Maler
- Hoet, Jan (1936–2014), belgischer Kunsthistoriker und Ausstellungskurator
- Hoete, Lutzo von († 1619), Domherr in Münster und Osnabrück
- Hoeter, Gisela (1922–2010), deutsche Schauspielerin
- Hoetger, Bernhard (1874–1949), deutscher Bildhauer, Maler und Kunsthandwerker des ExpressionismusBernhard Hoetger (1874–1949)

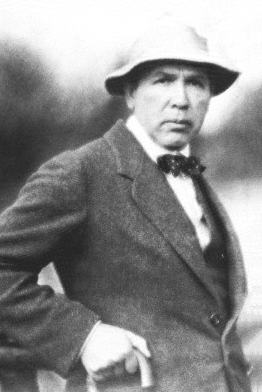
Bernhard Hoetger (1874–1949)

- Hoeth, Friedrich (1931–1981), deutscher Psychologe und Gestalttheoretiker
- Hoeth, Thomas (* 1962), deutscher Journalist, Autor, Filmemacher und Schriftsteller
- Hoetink, Dien (1904–1945), niederländische Juristin
- Hoetink, Hendrik Richard (1900–1963), niederländischer Jurist und Rechtshistoriker
- Hoetzsch, Otto (1876–1946), deutscher Wissenschaftler und Politiker (Deutschkonservative Partei, DNVP, KVP), MdR

### Hoev
- Hoeve, Jan van der (1878–1952), niederländischer Augenarzt
- Hoevel, Andreas (1900–1942), deutscher Widerstandskämpfer gegen den Nationalsozialismus
- Hoevel, Anneliese (1898–1942), deutsche Kommunistin
- Hoevel, Walter (1894–1956), deutscher Politiker (NSDAP), MdR
- Hoevel, Wilhelm von (1817–1859), preußischer Verwaltungsjurist und Landrat
- Hoeveler, Werner (1925–2010), deutscher Tischtennisspieler
- Hoëvell, Wolter Robert van (1812–1879), niederländischer Publizist
- Hoeveln, Gotthard III. von (1468–1555), Bürgermeister von Lübeck
- Hoeveln, Gotthard V. von (1544–1609), Bürgermeister der Hansestadt Lübeck
- Hoevels, Daniel (* 1978), deutscher SchauspielerDaniel Hoevels (* 1978)

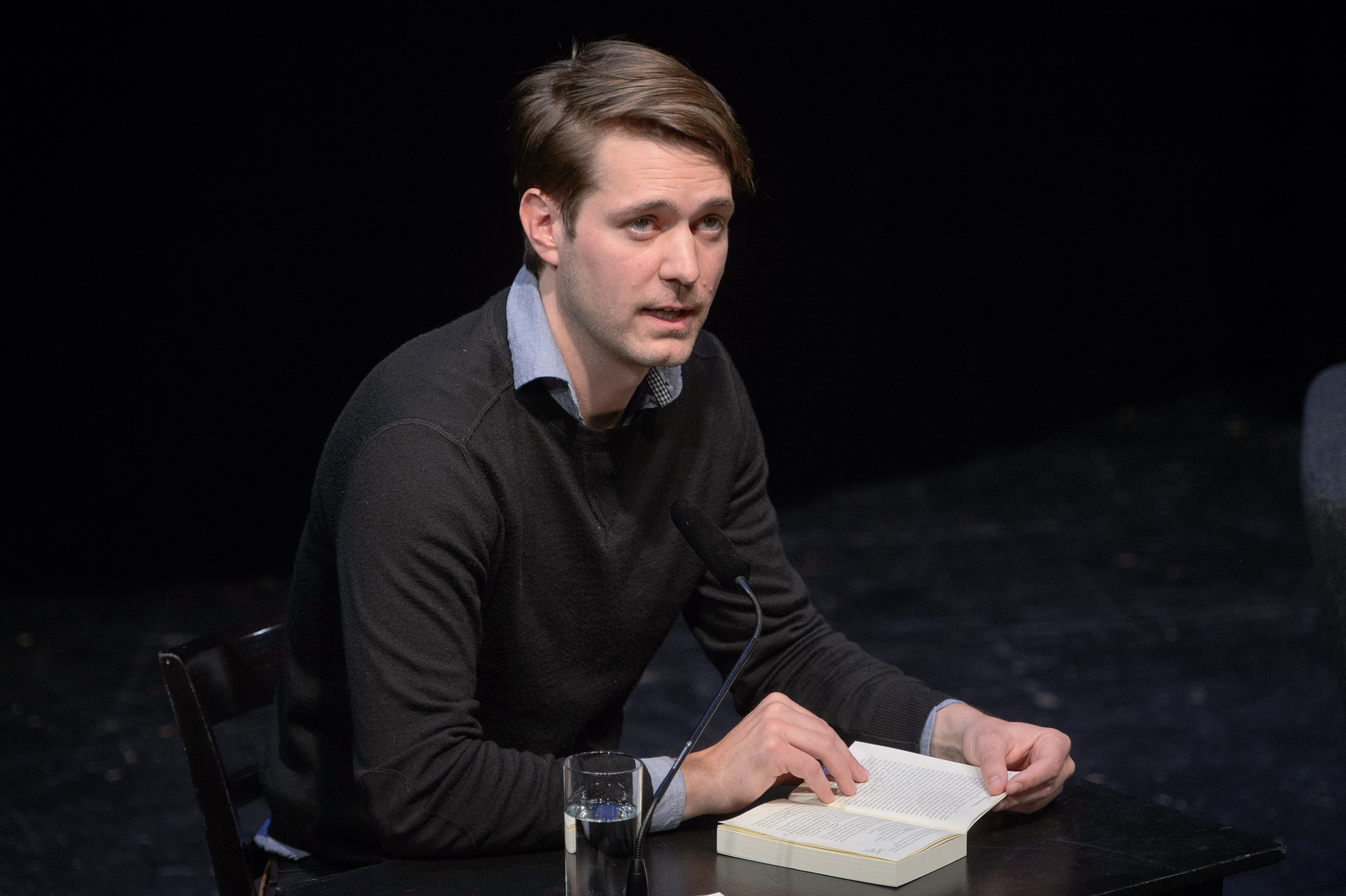
Daniel Hoevels (* 1978)

- Hoevels, Fritz Erik (* 1948), deutscher Psychoanalytiker und außerparlamentarischer politischer Aktivist
- Hoeven, Charles B. (1895–1980), US-amerikanischer Politiker
- Hoeven, Cor van der (1921–2017), niederländischer Fußballspieler
- Hoeven, Cornelis van der (1792–1871), niederländischer Mediziner
- Hoeven, Frans van der (* 1963), niederländischer Jazzmusiker (Kontrabass, Komposition)
- Hoeven, Henri van der (1843–1924), niederländischer Rechtswissenschaftler
- Hoeven, Hermina van der (* 1948), niederländische Sprinterin
- Hoeven, Jan van der (1801–1868), niederländischer Naturforscher
- Hoeven, Jan van der (1834–1900), niederländischer Mediziner
- Hoeven, John (* 1957), US-amerikanischer Politiker
- Hoeven, Joris van der (* 1971), französischer Mathematiker und Informatiker
- Hoeven, Maria van der (* 1949), niederländische Politikerin (Christen-Democratisch Appèl)
- Hoeven, Pieter Cornelis Tobias van der (1870–1953), niederländischer Gynäkologe
- Hoeven, Roos van der (* 1985), niederländische Beachvolleyballspielerin
- Hoevenaars, Tom (* 1987), niederländischer Squashspieler
- Hoevenaers, Jos (1932–1995), belgischer Radrennfahrer
- Hoevenaers, Rik (1902–1958), belgischer Radrennfahrer und Weltmeister
- Hoever, Ki-Jana (* 2002), niederländischer Fußballspieler
- Hoever, Lisa (* 1952), deutsche Malerin
- Hoevermann, Otto (1888–1953), deutscher Verwaltungsjurist, Landrat und Oberpräsident
- Hoevertsz, Nicole (* 1964), arubanische Sportfunktionärin und Synchronschwimmerin

### Hoey
- Hoey, Clyde R. (1877–1954), US-amerikanischer Politiker
- Hoey, Cornelius van (1717–1803), niederländischer Mediziner
- Hoey, Dennis (1893–1960), britischer Schauspieler
- Hoey, Josh (* 1999), US-amerikanischer Leichtathlet
- Hoey-Meeser, Gisela (* 1943), deutsche Handballspielerin
- Hoeye, Michael (* 1947), US-amerikanischer Kinderbuchautor